# 崔杼
崔 杼（さい ちょ/さい しょ、? - 紀元前546年）は、中国春秋時代の斉に仕えた政治家・公族。姓は姜、氏は崔、諱は杼、諡は武。恵公・霊公・荘公・景公の時代にわたって専権を揮い、荘公を私的な恨みから殺したが、家内を治められず、他家の謀略により殺された。崔武子とも呼ばれる。

## 生涯
太公望の子丁公を祖とする崔氏の当主・崔杼（「杼」は「ちょ」とも「しょ」とも読まれる）は、英主・桓公の子である恵公に仕えて寵を得、若くして重用されるが、恵公の死後に斉の卿（大臣格の貴族）である高氏と国氏にそれまでの専横を憎まれ、衛に亡命する。恵公の孫の霊公の時代に斉に復帰し、国氏を失脚させて再び権力を掌握した。
霊公は紀元前564年に公子光を太子に立てていたが、宋から迎えていた戎子を寵愛するようになると、戎子が保育していた子である公子牙（生母は仲子）を太子に立てたいと望むようになった。霊公は牙の傅（後見役）としてもと光の傅で、公族でもある高厚を付けて、光を廃して牙を太子に冊立し、光は辺境に流された。崔杼は密かに光を首都へ連れ戻し、霊公の病が重くなると高厚と戎子を殺害して、紀元前555年に光を王位に就けた。これが荘公である。ところが、この荘公が崔杼の後妻と密通した。怒った崔杼は紀元前548年、手下を集め荘公を弑した。
崔杼はその後、荘公の弟の公子杵臼を君主として擁立した。これが景公である。崔杼は慶封と共に国内を掌握し、反対者が出ないように大夫・士（貴族の階級）たちを集め、「崔・慶に組しないものはこれを殺す」と宣言し、斉の人民に絶大な人気があった晏嬰をもこれに従わせようとするも、晏嬰はこれを断った。しかし、崔杼は結局晏嬰を殺害することはしなかった。
その後、景公を傀儡として政治を行ったが、家庭内で前妻の子と後妻の連れ子とが対立し、そこに慶封が権力の独占を狙い介入して内紛が起きる。一族は相闘して全滅し、一人残された崔杼は自害した。

## 崔杼弑君
「弑」は逆臣が王を殺すことを意味する。『春秋左氏伝』には崔杼が荘公を殺害したのち、斉国の太史（歴史記録官）と崔杼の間にあった故事についての記述がある。
（太史が『崔杼、其の君を弑す』と事実を史書に書いたので、崔杼はこれを殺した。後をついだ太史の弟も同じことを書いたので、二人目も殺された。しかし彼らの弟はまた同じことを書き、とうとうこれを舎(ゆる)した。太史兄弟が殺されたことを聞いた別の史官は『崔杼其の君を弑す』と書いた竹簡を持って駆けつけたが、すでに事実が記録されたと聞いて帰った）
崔杼と太史たちの故事は中国人が歴史を記すという行為にかける執念を表す例としてしばしば引き合いに出され、また荘公が殺された後の晏嬰の行動が、これも晏嬰の義に対する一途さの逸話として良く語られるために、崔杼は単なる逆臣とされるにとどまらず、一層悪名が強調され後々まで語られることになった。

## 史料
- ウィキソースに以下の原文があります。
  - 『史記』　卷三十二 齊太公世家 第二
  - 『春秋左氏伝』　宣公、成公、襄公